# Planes (geslacht)
Planes is een geslacht van krabben uit de orde der Decapoda (tienpotigen).

## Soortenlijst
- Planes major (MacLeay, 1838)
- Planes marinus Rathbun, 1914
- Planes minutus (Linnaeus, 1758)